# مواسير رودريغيز سانتوس
مواسير رودريغيز سانتوس (بالبرتغالية: Moacir Rodrigues dos Santos‏) (مواليد 21 مارس 1970) هو لاعب كرة قدم. لعب مع منتخب البرازيل لكرة القدم منذ عام 1990.

## وصلات خارجية
- مواسير رودريغيز سانتوس على موقع رابطة كرة القدم اليابانية للمحترفين (اليابانية)
- مواسير رودريغيز سانتوس على موقع قاعدة بيانات كرة القدم.إي يو (الإنجليزية)
- مواسير رودريغيز سانتوس على موقع ناشيونال فوتبول تيمز (الإنجليزية)
- مواسير رودريغيز سانتوس على موقع عالم كرة القدم.نت (الإنجليزية)